# Пуерто Монт
Пуѐрто Монт (на испански: Puerto Montt) е град в Чили. Разположен е в южната част на страната на брега на залива Релонкави. Главен административен център е на провиниция Лянкиуе в регион Лос Лагос. Намира се на 1100 km южно от столицата Сантяго де Чиле. Основан е на 12 февруари 1853 г. Има пристанище и международна аерогара. Крайна жп гара е на линията до Осорно. Хранителна и дървообработваща промишленост. Население 175 938 жители от преброяването през 2002 г.